# Frassineto Po
Frassineto Po là một đô thị ở tỉnh Alessandria trong vùng Piedmont của Italia, có vị trí cách khoảng 70 km về phía đông của Torino và khoảng 25 km về phía bắc của Alessandria. Tại thời điểm ngày 31 tháng 12 năm 2004, đô thị này có dân số 1.462 người và diện tích là 29,2 km².
Frassineto Po giáp các đô thị: Borgo San Martino, Breme, Candia Lomellina, Casale Monferrato, Ticineto, và Valmacca.